# USS Sacandaga (AOG-40)
USS Sacandaga (AOG-40) – amerykański tankowiec typu Mettawee z okresu II wojny światowej.
Stępkę jednostki, pod starym oznaczeniem MC hull 1803, położono 4 sierpnia 1944 w stoczni East Coast Shipyard Inc. w Bayonne (stan New Jersey). Zwodowano go 24 września 1944, matką chrzestną była B. S. Chappelear. Jednostka weszła do służby 9 listopada 1944, pierwszym dowódcą został Lt. Edwin W. Heister, USNR.

## Służba w czasie II wojny światowej
Po dziewiczym rejsie po wodach wschodniego wybrzeża USA w styczniu 1945 okręt przeszedł przez Kanał Panamski na zachodnie wybrzeże USA. Dotarł do San Diego 3 lutego. Przeszedł następnie na Okinawę, zatrzymując się na krótko w Pearl Harbor, Johnston Island, Eniwetok i Ulithi. 
Na Okinawę dotarł 16 maja, został przydzielony pod dowództwo Commander, Service Squadron (ComServRon) 10 i zaopatrywał w benzynę lotniczą jednostki pływające i bazy nabrzeżne.

## Zniszczenie w czasie tajfunu
"Sacandaga" operował w rejonie wysp Ryukyu, głównie w rejonie Okinawy i Kerama Retto do 9 października. Tego dnia, w czasie tajfunu, wszedł na mieliznę w Baten Ko (Okinawa). Zniszczony w takim stopniu, że nie opłacało się go naprawiać, został porzucony. Wycofano go ze służby 23 listopada i skreślono z listy jednostek floty 5 grudnia. 25 stycznia 1946 został uznany za zagrożenie dla przepływających jednostek pływających i zniszczony ładunkami wybuchowymi.

## Medale i odznaczenia
"Sacandaga" otrzymał jedną battle star za służbę w czasie II wojny światowej.